# Xã Butler, Quận St. Clair, Missouri
Xã Butler (tiếng Anh: Butler Township) là một xã thuộc quận St. Clair, tiểu bang Missouri, Hoa Kỳ. Năm 2010, dân số của xã này là 1.392 người.